# Kept Back
«Kept Back» (с англ. — «Убежали») — песня американского рэпера Гуччи Мейна при участии американского рэпера Lil Pump, спродюсированная Murda Beatz и выпущенная 17 октября 2018 года на лейбле Atlantic Records и WEA в качестве второго сингла и единственного бонус-трека в альбоме Мэйна Evil Genius.

## Предыстория
Песня была выпущена в качестве второго сингла из тринадцатого студийного альбома Мейна Evil Genius. Говоря о сотрудничестве с Pump для песни, Мейн заявил, что «я большой поклонник Pump». HotNewHipHop отметил песню как «создание синтеза между железным образом Гуччи Мейна и новым рэп-фронтиром во главе с Pump и рэперами подобного рода». Rolling Stone описал песню как «запись, достойную ренессансной ярмарки, лениво дрейфует через песню, катаясь на вершине сокрушительной басовой линии», отмечая рэп-стиль Мейна «простого монотона» с упоминаниями на таких музыкантов, как Боно, Шер и Нелли Фуртадо, персонажа Симпсонов Мардж Симпсон и баскетболиста Бена Симмонса. Lil Pump исполняет куплет в песне, который описывается как «бодрящее дополнение».

## Музыкальное видео
В официальном видеоклипе, снятом в Майами-Бич, Мэйн и Pump в качестве «рок-звёзд» на вечеринке на яхте, в окружении гостей в бикини; Pump плывёт на гидроцикле, а Мэйно в Rolls-Royce. Видеоклип был выпущены 17 октября 2018 года вместе с песней.